# 西林寺 (明石市)
西林寺（さいりんじ）は、兵庫県明石市大蔵町にある浄土真宗東本願寺派の寺院。山号は蓮台山。

## 歴史
1361年（康安2年）、空円上人により創建。1664年（寛文4年）に天台宗から浄土真宗に改宗したと伝わる。境内には菅原明朗、伊藤明瑞、舩脇新平の墓所がある。
1945年（昭和20年）6月3日から11日まで、永井荷風が滞在している。その後、岡山へ疎開。

## 境内
- 鐘楼門
- 本堂

## 所在地
〒673-0872 兵庫県明石市大蔵町11-22

## 周辺
- 円乗寺 (明石市)
- 大蔵院
- 大徳寺 (明石市)
- 長寿院 (明石市)
- 月照寺 (明石市)
- 国道28号
- 大蔵海岸
- 中崎公会堂
- 西国街道

## 交通
- 山陽電鉄 大蔵谷駅 から徒歩約3分、人丸前駅 から徒歩約7分
- JR西日本山陽本線 朝霧駅 から徒歩約13分